# Banda (grupa artystyczna)
Banda – polska grupa artystyczna działająca w Wilnie w latach 1909-1910.
Inicjatorem powstania i liderem ugrupowania, które skupiało w sobie plastyków, pisarzy i kompozytorów, był Jerzy Jankowski. Cechą spajającą członków było umiłowanie regionu wileńskiego, pamiątek historycznych i lokalnego krajobrazu. Grupa wydała almanach zatytułowany Żórawce.